# Olga Stanisławska
Olga Stanisławska, née le 2 novembre 1967 à Varsovie, est un écrivaine et journaliste polonaise indépendante qui a étudié la littérature américaine à Varsovie et à Aix-en-Provence. Elle vit à Paris depuis 2001.

## Biographie
Elle a notamment travaillé pour les journaux Gazeta Wyborcza et Tygodnik Powszechny. Elle a traduit de l'anglais au polonais. 
Son voyage en solitaire en Afrique au milieu des années 1990 a abouti à deux séries de reportages puis à la publication d'un livre, Rondo de Gaulle'a (2001), qui a obtenu le prix littéraire de la fondation Kościelski en 2002. Cet ouvrage, né d'une longue traversée du continent entre Casablanca et Kinshasa, via Bamako et N'djamena, a tenté de capter les voix locales, combinant reportage politique, récit de voyage et essai. Il aborde le lourd fardeau des clichés présents dans la littérature occidentale, la philosophie et l'histoire de l'art (Joseph Conrad, Carl Jung, Julien Green, André Gide, Louis-Ferdinand Céline, Karen Blixen, André Malraux...), d'où l'Afrique est en fait absente, remplacée par les projections de l'Occident sur l'enfance de l'humanité et la partie sombre, réprimée, de la psyché humaine.
En 1996-1997, après la guerre de Bosnie, elle vit pendant un an à Sarajevo, où elle écrit sur les Juifs de Bosnie et sur la résurgence des religions. Depuis 1999, elle voyage au Moyen-Orient, en suivant les chemins des croisades, pour enquêter principalement sur les identités collectives - nationales, ethniques, religieuses - de Clermont au Caire et retour vers les banlieues. Elle se concentre sur les problèmes des minorités et des stratégies différentes de traiter avec l'autre tant à l'intérieur d'une société qu'à l'extérieur. Son intérêt pour les environnements multi-ethniques ressort du sentiment d'une mémoire amputée et vise en définitive à une meilleure compréhension des mécanismes à l'œuvre dans la société hétérogène de la Pologne d'avant-guerre.
Elle a également organisé une série de manifestations consacrées aux visions polonaises de l'Afrique et des Africains comme symbolique de l'Autre, ainsi qu'une exposition illustrant l'évolution des images de l'Afrique en Europe au cours du siècle dernier, grâce au travail de cinq photographes polonais : Regards croisés. Pologne - Europe - Afrique. 
En 2006, elle a réalisé un film documentaire sur les musulmans en France pour la télévision polonaise.
À Varsovie, elle a participé comme commissaire à diverses expositions, comme celle consacrée à Luc Tuymans à la galerie nationale Narodowa Galeria Sztuki Zachęta  
En novembre 2010, elle a pris part à Cracovie au Festival international de littérature Joseph-Conrad, organisé pendant la Foire du livre, notamment en animant une table ronde sur la violence autour des livres de Jean Hatzfeld et de Sven Lindqvist ou une autre avec Konrad Piskała, auteur du livre „Sudan. Czas bezdechu" (Le Soudan asphyxié), et le photographe Jacek Poręba  et en prenant part personnellement à un débat intitulé Inny świat, inny język (Autre monde, autre langue). Elle a présidé le jury du prix Liste Goncourt : le choix polonais 2010 qui a couronné Michel Houellebecq.

## Famille
- Origines familiales : arbre généalogique http://www.sejm-wielki.pl/b/cz.I001554

Elle est mariée à Jean-Gabriel Potocki et a deux enfants, Antoine et Maya, nés en février 2012.

### Traduction
Gene Wolfe, Free Live Free (sous le titre Nowojorskie Odloty), 1984  (ISBN 83-7001-983-8)